# Эриксон, Петер
Петер Эриксон (швед. Peter Ericson, полное имя John Peter Ericson; род. 11 сентября 1964, Гётеборг) — шведский дипломат, Чрезвычайный и полномочный посол Швеции в России с 2015 по 2019 год.

## Биография
Родился 11 сентября 1964 года в Гётеборге.
Окончил Стокгольмскую школу экономики в 1989 году (MBA) и в этом же году начал работать в Министерстве иностранных дел Швеции.
Находился на военной службе в языковой школе вооружённых сил. Работал в правительстве Швеции и был руководителем подразделения по безопасности Министерства иностранных дел в Стокгольме. Работал в посольствах в Вашингтоне (США) и Москве (Россия), а также в представительстве ООН в Нью-Йорке.
Послом Швеции в России работал с 28 сентября 2015 до 3 сентября 2019 года.
Женат на писательнице Стине Стур.
Петер Эриксон является одним из идеологов проекта WikiGap:

«Швеция является первой страной в мире, которая проводит феминистскую внешнюю политику, направленную на гендерное равенство. Для нас важна возможность привлечь внимание к проблеме гендерного неравенства на примере глобального ресурса, которым миллионы людей во всем мире пользуются ежедневно – Википедии. Благодаря проекту WikiGap мы можем улучшить представленность женщин, увеличив количество статей о них в Википедии на разных языках».

Призёры конкурса WikiGap удостаиваются призов и дипломов, подписанных шведскими послами в России.